# Edgar G. Ulmer
Edgar George Ulmer, född Edgar Georg 17 september 1904 i Olomouc i Mähren i Österrike-Ungern (nu Tjeckien), död 30 september 1972 i Woodland Hills, Kalifornien, var en österriskisk-amerikansk scenograf och filmregissör. Idag oftast ihågkommen för att ha regisserat ett flertal noir-lågbudgetfilmer i Hollywood, som senare vunnit kultrykte, inledde Ulmer karriären i Berlin som scenograf för Max Reinhardtteatern och för Universum Film AG (Ufa). 

## Filmregi (i urval)
- 1934 – Den svarta katten
- 1944 – I skuggan av Notre Dame
- 1945 – Club Havana
- 1945 – Farlig omväg
- 1946 – Den onda ängeln
- 1948 – Rovriddaren
- 1951 – Planeten X anfaller